# El Turbón
El Turbón ist ein 2492 m hohes Bergmassiv der Pyrenäen und befindet sich in Huesca, der nördlichsten Provinz der autonomen Gemeinschaften von Aragon in Spanien. Der 6,3 km lange Berg hat eine Nord-Süd-Ausrichtung.
Auf die Spitze des Turbón führen einige Wanderwege.

## Geologie
Der Turbón hat großflächig anstehendes Kalkgestein, da er vor allen Dingen aus Mergel aus der Kreidezeit besteht. Im Bergmassiv des Turbón sind viele Höhlen und Schächte zu finden. Der Fluss Isábena fließt an der östlichen Seite des Turbón entlang und trennt ihn so von der Sierra de Sis.